# Lithacodia roseopicta
Lithacodia roseopicta là một loài bướm đêm trong họ Noctuidae.